# Associação dos Amigos e Pais de Pessoas Especiais
A Associação dos Amigos e Pais de Pessoas Especiais (AAPPE) foi fundada em 28 de fevereiro de 1987, em Maceió, no estado de Alagoas. Conta com cinco unidades espalhadas na capital e no interior do estado. É uma instituição sem fins lucrativos, que conta com doações da sociedade civil e se dedica à defesa de direitos e prestação de serviços à pessoa com deficiência em Alagoas. Oferece atendimentos de reabilitação às pessoas com deficiência física, intelectual e auditiva de todas as idades, com a ajuda de inúmeros profissionais nas áreas de pediatria, neuropediatria, fonoaudiologia, clínica geral, otorrinolaringologia, terapia ocupacional, psicologia e estimulação precoce.
A AAPPE é referência no Nordeste brasileiro por ser uma instituição de alta qualidade em atender as principais necessidades e potencialidades de pessoas com deficiência auditiva. Criando projetos de integração e atividades complementares entre ouvintes e surdos, além de outras atividades como aulas de dança, informática, esportivas, oficina de reciclagem e intercâmbio em suas unidades. Tudo isso com o propósito de integração entre seus educandos, seguindo de aulas de libras, formação profissional, além de ter a participação do Conselho de Direitos do Estado de Alagoas, dispersão dos direitos infraconstitucionais e constitucionais e garantir os direitos de pessoas com deficiência auditiva no símbolo legislativo, federal, estadual e municipal.
Iraê Cardoso é a fundadora da instituição. Nascida em Juazeiro do Norte, Bahia, demonstrou desempenho e notoriedade durante sua trajetória acadêmica, aprendeu a ler sozinha aos 4 anos de idade e conseguiu bolsas em ótimos colégios do estado. O motivo principal pelo qual Iraê Cardoso fundou a AAPPE, foi pelo fato de seu irmão Antônio, de 15 anos, na época, ter sofrido um acidente no Rio de Janeiro e não ter resistido. Segundo ela, a morte do irmão fez com que ela trouxesse alegria a outros surdos. Finalista do prêmio Empreendedor Social e Folha Empreendedor Social do Futuro, após uma grande disputa de 272 inscritos em 24 estados nacionais e o Distrito Federal, Iraê tem sido reconhecida em todo o território nacional, abraçando a causa da carência de políticas públicas voltadas às pessoas com surdez em Alagoas. O seu projeto está cada vez mais reconhecido e é inspiração para muitos brasileiros que defendem a mesma causa.
A instituição alcançou inúmeros objetivos de sua missão. A integração de surdos encaminhados trabalhar para empresas privadas, surdos ingressados no curso de Tecnologia da Informação através da parceria com o SENAI, e cerca de 200 novos empregos proporcionados aos mesmos. A AAPPE é uma entidade que conta muito com a presença familiar, e o amparo também a essas famílias oferecendo cursos de Libras para garantir a comunicação no ambiente familiar, reuniões mensais abordando assuntos diversos para interação dos familiares, associados e voluntários. Além das  festividades como comemoração do Dia das mães, Dia dos pais, Páscoa, Natal,  São João, Dia do surdo e Dia das crianças. Além de atendimento psicológico nessas atividades em grupos. 
Os dois principais projetos consistem no Projeto Esporte Sem Barreiras, que promove a inclusão social usando o esporte como meio de iniciativa à inclusão, instigando todas as pessoas com deficiência e toda a sociedade, realizados na Praia Ponta Verde em Maceió. E o Projeto Era Uma Vez Um povo, o qual são formadas caravanas para contagem de histórias na língua brasileira de sinais  com base no folclore alagoano. A Caravana percorre as cidades Penedo, Piaçabuçú, Traipú e Santana do Ipanema.
Como uma instituição sem fins lucrativos, ou seja,  uma ONG, precisa-se de parcerias. Atualmente, os órgãos e instituições que ajudam a ONG são: Governo de Alagoas, Mesa Brasil SESC, Prefeitura de Maceió, Santos Construções, TRT Alagoas e V2 Construções. Nos serviços sociais encontramos; Portal Transparência, Apoio Institucional; PNUD Brasil(voluntários), PNUD Brasil e a UNESCO, nos centros de voluntários parceiros; CVSP( centro do voluntariado de São Paulo), ONG Parceiros Voluntários e o CAV (centro de ação voluntária) 